# 新井寿枝
新井 寿枝（あらい ひさえ〉、1986年11月22日 - ）は、日本の画家（公式ホームページでは「アートメッセンジャー」、ミス日本公式サイトでは「絵手紙師見習い」と紹介）、元ファッションモデル。大阪府出身。大阪信愛女学院短期大学卒業。シンガポール在住。

## 人物
元プロ野球選手の新井宏昌と客室乗務員をしていた母（2010年にがんで死去）の第1子として出生。妹が2人おり、うち下の妹が2012年ミス日本グランプリを受賞した世界的モデル・元アルティメット選手の稲垣貴子（いながききこ　旧姓・新井貴子）である。このため、貴子の夫（自身の義弟）はラグビー選手の稲垣啓太。
2009年よりシンガポール・香港などのアジア諸国で、絵手紙を外国人向けにアレンジした「アートメッセージ」を通して日本文化の普及活動を行う。
先述にあるように2010年に母を亡くしたが当時スポーツウーマンとして活動していた妹の貴子が母の逝去にショックを受けたことで意気消沈していたことからモデルへの道を進め、妹をモデルデビューさせたという。
2011年のミス日本コンテストにおいて「ミス日本ミス着物」を受賞。ミス日本としての活動の傍ら、外国人向けの観光誘致キャンペーン「VISIT JAPAN2011」のスペシャルサポーターとして、アートメッセージカレンダーを製作するなど、日本の風土・文化を世界に広める活動を行っている。
2012年〜2017年、カンボジア王国のテニス連盟の親善大使に就任。
2013年、ミス日本歴代受賞者（ミス日本候補生＜ファイナリスト＞を含む）とコンテスト主催者が中心となって設立したボランティア団体「ミス日本ボランティア協会」初代代表に就任する。
2014年、カンボジアにて自らが発起人となった「スリーハーツ財団」を設立。ミス日本コンテスト事務局などとタイアップして、東南アジアを中心とした新興国の社会福祉活動のイベントを展開している。スリーハーツの意味には「スポーツ振興・健康教育・文化交流」の分野に関する取り組みのほか、新井三姉妹を象徴したものと位置付けている。
2018年に帰国、ミス日本歴代受賞者による「ミス日本運営委員会」初代委員長を歴任
2020年7月、一般人と入籍・結婚。2021年9月、第一子妊娠、2022年3月出産予定。

## 出演
- キャスト（2012年2月2日　ABCテレビ）

「アレ、キニナール」のコーナーで、2012年ミス日本グランプリを受賞した貴子を取り上げた特集に登場し、受賞した当時のたすきを姉妹そろって披露。またインタビューにも出演した。
さらに、父・宏昌が現役時代から、同番組総合キャスターの伊藤史隆と交流が深いということで、三姉妹がそろって描かれた2012年の年賀状を披露した。
- 中居正広の怪しい噂の集まる図書館（2012年5月22日　テレビ朝日）

同じく貴子と姉妹で共演